# NGC 6197
NGC 6197 је спирална галаксија у сазвежђу Херкул која се налази на NGC листи објеката дубоког неба.
Деклинација објекта је + 35° 59' 45" а ректасцензија 16h 37m 59,8s. Привидна величина (магнитуда) објекта NGC 6197 износи 14,6 а фотографска магнитуда 15,5. NGC 6197 је још познат и под ознакама IC 4616, MCG 6-36-59, CGCG 196-89, PGC 58655.